# Oveta Culp Hobby
Oveta Culp Hobby (Killeen, Texas; 19 de enero de 1905-Houston; 16 de agosto de 1995) fue una política y empresaria estadounidense que se desempeñó como 1.ª secretaria de Salud, Educación y Bienestar de los Estados Unidos entre 1953 y 1955. Miembro del Partido Republicano, fue la segunda mujer en servir en el Gabinete.
También se desempeñó como la primera directora del Cuerpo de Mujeres del Ejército entre 1942 y 1945. Fue editora, publicadora y presidenta de la junta directiva del Houston Post. El presidente Dwight D. Eisenhower la nombró administradora de la Agencia Federal de Seguridad, poco después reorganizada como un departamento ejecutivo federal, conocido entonces como Departamento de Salud, Educación y Bienestar.

## Biografía

### Primeros años
Nació el 19 de enero de 1905 en Killeen, Texas, hija del abogado y legislador de Texas, Isaac William Culp y Emma Elizabeth Hoover. Asistió brevemente al Mary Hardin Baylor College for Women y asistió a clases de derecho en el South Texas College of Law and Commerce. Ella no se graduó de ninguna escuela. Luego pasó a estudiar en la Facultad de Derecho de la Universidad de Texas, pero no se inscribió formalmente y, por lo tanto, nunca recibió un título. Durante varios años se desempeñó como parlamentaria de la Cámara de Representantes de Texas y fue candidata fallida a la legislatura en 1930 antes de comenzar una carrera periodística en 1931.

### Servicio militar
Durante la Segunda Guerra Mundial, dirigió la Sección de Interés de la Mujer en la Oficina de Relaciones Públicas del Departamento de Guerra por un corto tiempo y luego se convirtió en la directora del Cuerpo Auxiliar del Ejército de Mujeres (WAAC) (más tarde el Cuerpo del Ejército de Mujeres (WAC), que fue creado para llenar los vacíos en el Ejército dejados por la escasez de hombres. Fue nombrada coronel en el ejército de los Estados Unidos el 5 de julio de 1943. Los miembros de la WAC fueron las primeras mujeres, además de las enfermeras, en usar uniformes del Ejército y en recibir beneficios militares a través del GI Bill. Se dedicó a integrar la WAC dentro de las fuerzas armadas, a pesar de considerar que la participación militar de las mujeres era una necesidad temporal, y trabajó para proteger y fortalecer la WAC y su imagen. Como directora, elevó los estándares de admisión y creó un Código de Conducta específico para WAC para crear una organización estrictamente regulada y de alta calidad que retratara el cuerpo de mujeres de manera positiva. Estos estándares, junto con las acciones para proteger la moral y la imagen de los miembros, se desarrollaron a partir de la experiencia previa de Hobby con la publicidad y el conocimiento de la importancia de la representación en los medios.

### Carrera política
Se unió a la administración de Eisenhower en 1953 después de ser nombrada directora de la Agencia Federal de Seguridad, un puesto fuera del Gabinete, aunque fue invitada a participar en las reuniones de este. El 11 de abril de 1953, se convirtió en la primera secretaria y primera mujer del nuevo Departamento de Salud, Educación y Bienestar, que luego se convirtió en el Departamento de Salud y Servicios Humanos.

### Vida personal
En 1931, se casó con William P. Hobby, editor y futuro propietario del Houston Post, quien fue el 27.º gobernador de Texas entre 1917 y 1921. Tuvieron dos hijos juntos. Ocupó un puesto en el equipo editorial del Post. En los años siguientes, se convirtió en la vicepresidenta ejecutiva del periódico, luego en su presidenta y finalmente se convirtió en su editora y copropietaria con su esposo. En 1938, al asumir la vicepresidencia del periódico, dio mayor protagonismo a las noticias femeninas.
Junto a su esposo eran demócratas del sur, pero pronto se sintieron insatisfechos con el partido durante la década de 1930. Creían que los programas sociales de Franklin D. Roosevelt excedieron su intención original. Después de la Segunda Guerra Mundial, trató de persuadir a los votantes demócratas para que cambiaran a los republicanos por los candidatos presidenciales mediante el establecimiento de muchas organizaciones estatales.